# Matt Maltese
Pour les articles homonymes, voir Maltese.
 (mai 2025).
La mise en forme du texte ne suit pas les recommandations de Wikipédia : il faut le « wikifier ».
Les points d'amélioration suivants sont les cas les plus fréquents. Le détail des points à revoir est peut-être précisé sur la page de discussion.
- Les titres sont pré-formatés par le logiciel. Ils ne sont ni en capitales, ni en gras.
- Le texte ne doit pas être écrit en capitales (les noms de famille non plus), ni en gras, ni en italique, ni en « petit »…
- Le gras n'est utilisé que pour surligner le titre de l'article dans l'introduction, une seule fois.
- L'italique est rarement utilisé : mots en langue étrangère, titres d'œuvres, noms de bateaux, etc.
- Les citations ne sont pas en italique mais en corps de texte normal. Elles sont entourées par des guillemets français : « et ».
- Les listes à puces sont à éviter, des paragraphes rédigés étant largement préférés. Les tableaux sont à réserver à la présentation de données structurées (résultats, etc.).
- Les appels de note de bas de page (petits chiffres en exposant, introduits par l'outil «  Source ») sont à placer entre la fin de phrase et le point final[comme ça].
- Les liens internes (vers d'autres articles de Wikipédia) sont à choisir avec parcimonie. Créez des liens vers des articles approfondissant le sujet. Les termes génériques sans rapport avec le sujet sont à éviter, ainsi que les répétitions de liens vers un même terme.
- Les liens externes sont à placer uniquement dans une section « Liens externes », à la fin de l'article. Ces liens sont à choisir avec parcimonie suivant les règles définies. Si un lien sert de source à l'article, son insertion dans le texte est à faire par les notes de bas de page.
- La présentation des références doit suivre les conventions bibliographiques. Il est recommandé d'utiliser les modèles {{Ouvrage}}, {{Chapitre}}, {{Article}}, {{Lien web}} et/ou {{Bibliographie}}. Le mode d'édition visuel peut mettre en forme automatiquement les références.
- Insérer une infobox (cadre d'informations à droite) n'est pas obligatoire pour parachever la mise en page.

Pour une aide détaillée, merci de consulter Aide:Wikification.
Si vous pensez que ces points ont été résolus, vous pouvez retirer ce bandeau et améliorer la mise en forme d'un autre article.
Matthew Jonathan Gordon Maltese (né le 6 octobre 1995) est un auteur-compositeur-interprète et producteur de disques britannico-canadien. Son style mélange des éléments de l'indie pop, de l'indie rock et de la chamber pop. Depuis la sortie de son premier single « Even If It's a Lie » en 2015, Matt Maltese a sorti cinq albums studio originaux, un album de reprises et un certain nombre d'EP. Le troisième album studio de Maltese, Good Morning It's Now Tomorrow, est sorti en octobre 2021 via Nettwerk,. Maltese a sorti son quatrième album studio Driving Just to Drive en avril 2023. Son album de reprises, Songs That Aren't Mine, est sorti quant à lui en mars 2024.
Enfin son dernier album, Hers, s'inspirant de sa petite amie et sur lequel il a passé 2 ans à composer, est sorti le 16 mai 2025.

## Biographie
Né de parents canadiens, son père étant d'origine italienne, Maltese a été élevé à Reading, en Angleterre,,. Il a fréquenté le College Henley, où il a obtenu des diplômes de niveau A en musique, mathématiques, anglais et économie,. Selon une interview avec Vice, il a commencé à écrire de la musique à l'âge de 14 ans. Lorsqu'il était adolescent, Maltese a commencé à acheter et à vendre des vinyles et avec l'argent qu'il a gagné, il a déménagé à Camden, Londres.

## Carrière

### 2015–2017: SoundCloud et premiers singles
Maltese a sorti son premier single, « Even If It's a Lie », sur SoundCloud en 2015,. Après la sortie du single, Maltese a signé avec Café Bleu Recordings, une subdivision d'Atlantic Records. En 2016, via ce label, Maltese a sorti son EP suivant, intitulé In a New Bed. L'année suivante, en 2017, Maltese a sorti un single intitulé « As the World Caves In », dont le principe, selon lui, était basé sur l'idée que la Première ministre britannique de l'époque, Theresa May, et le Président américain de l'époque, Donald Trump, décide de passer une nuit romantique ensemble avant de déclencher la bombe atomique,,. Le single a connu un regain d'intérêt sur TikTok à partir de mai 2021 à la suite d'une reprise de la chanteuse Sarah Cothran. En janvier 2023, il a été certifié Argent au Royaume-Uni par la British Phonographic Industry (BPI) pour la vente de 200 000 unités équivalentes.

### 2018–2019:Bad ContestantetKrystal
En juin 2018, Maltese a sorti son premier album Bad Contestant. L'album a été produit par Jonathan Rado du duo de rock indépendant américain Foxygen.
Son deuxième album Krystal est sorti en novembre 2019. L'album a été en grande partie enregistré, produit et mixé par Matt lui-même dans son studio. Avec la sortie de Krystal, il s'est lancé dans une tournée au Royaume-Uni en novembre 2019, il a joué en tournée dans six salles.

### 2020–2021:MadhouseetGood Morning It's Now Tomorrow
En mars 2020, Maltese a sorti le single « Ballad of a Pandemic » sur la pandémie de COVID-19 ; le single est sorti le jour même où les restrictions de confinement ont été imposées au Royaume-Uni. Il a été suivi par « Queen Bee » avec le chant d'Asha Lorenz de Sorry en mai. En juin 2020, Maltese a participé à Tiny Gigs, un événement en direct organisé par Tiny Changes, une association caritative pour la santé mentale, pour collecter des fonds pour un fonds de secours COVID-19,.
Maltese a sorti le single « Mystery » en mai 2021. Il a ensuite sorti un autre single en juillet 2021 intitulé "Shoe" qui est sorti à la suite de l'annonce de son troisième album studio, Good Morning It's Now Tomorrow. L'album est sorti en octobre 2021,. Il a également sorti l'EP Madhouse en août 2020.

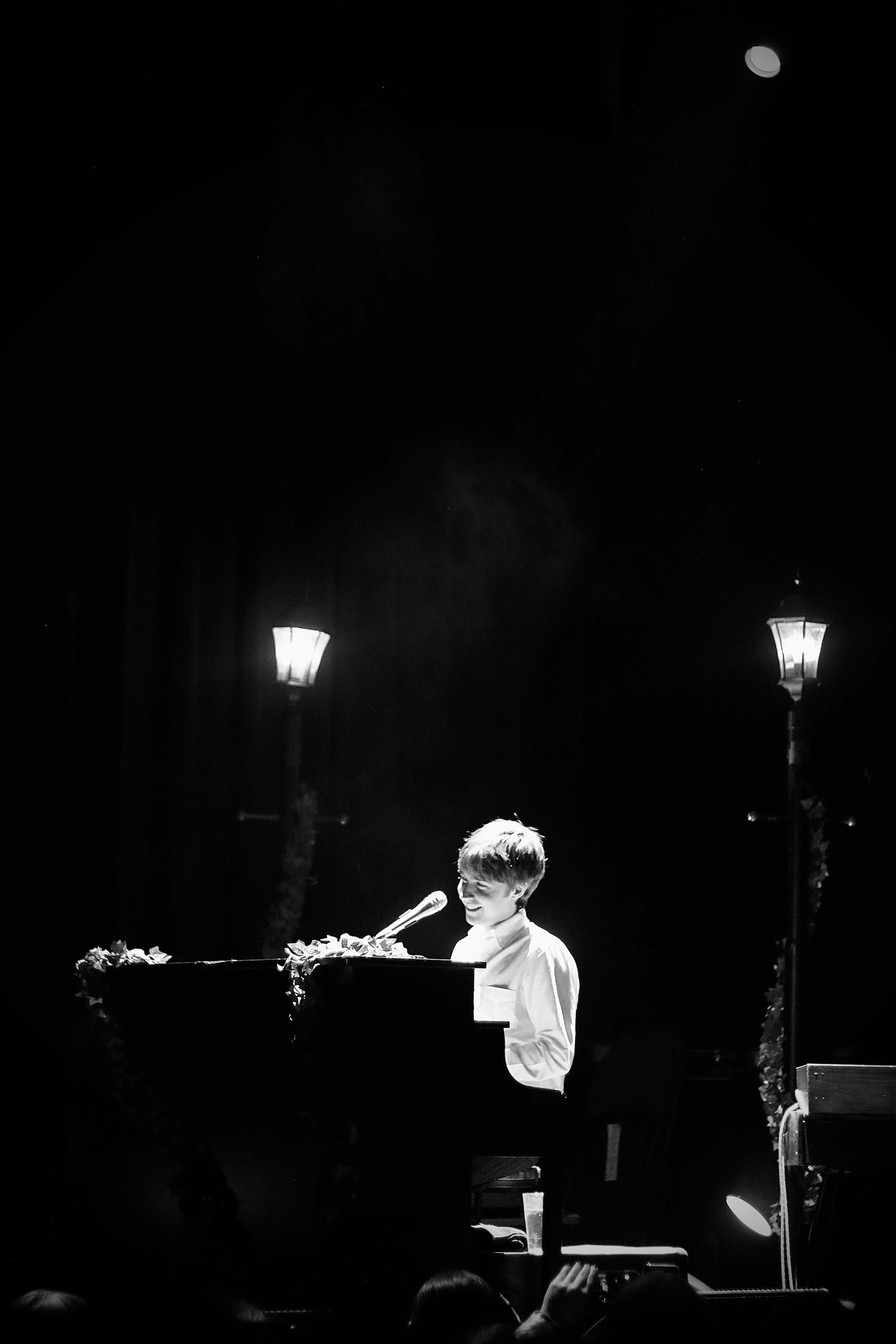
Matt Maltese se produisant en 2024

### 2022–aujourd'hui:Quiet Recordings,Driving Just to DriveetHers
En mars 2022, Maltese a sorti une nouvelle chanson intitulée "Smile In the Face of the Devil" dans le cadre de son nouvel EP intitulé Quiet Recordings . Cet EP serait une collection de morceaux plus ambiants de son précédent album Good Morning It's Now Tomorrow . Quiet Recordings est sorti le 8 avril 2022
Le prochain single de Maltese, « Mother », est sorti en octobre 2022,,,. En décembre 2022, Maltese a teasé son quatrième album. Il a ensuite sorti un teaser pour un nouveau morceau suivi d'un single en janvier 2023 intitulé "Driving Just to Drive". Le jour même de la sortie de ce single, Maltese a annoncé que l'album s'intitulerait Driving Just to Drive pour une sortie le 28 avril 2023.
En 2024, Maltese a publié un album de reprises intitulé Songs That Aren't Mine . Maltese a enregistré une reprise de " My Funny Valentine " pour l'album hommage de 2025 Chet Baker Re:imagined.
Maltese a sorti son cinquième album studio (sixième en comptant Songs That Aren't Mine), « Hers », le 16 mai 2025. Il a été précédé par les singles « Buses Replace Trains », « Anytime, Anyplace, Anyhow », « Always Some MF » et « Pined For You My Whole Life ».

## Initiatives
Maltese a écrit pour un certain nombre d'autres artistes, dont Birdy et Matilda Mann.
À l'été 2023, Maltese a fondé son propre label intitulé Last Recordings On Earth. La sortie inaugurale du label était le single « Older » de Searows.
En décembre 2024, Maltese a composé la musique de la production de La Nuit des rois de la Royal Shakespeare Company, créant une musique originale pour le texte de William Shakespeare et une chanson originale « Maybe This Christmas ».

## Talent artistique
La première chanson qui a ému Maltese est « Dreamer » de Supertramp. Dans une interview de 2015, Maltese a déclaré qu'il serait « toujours intéressé » par Paul Simon, Nina Simone et Leonard Cohen. Après avoir déménagé dans le sud de Londres, Matt Maltese s'est immergé dans le paysage musical local, se tournant vers des artistes tels que Loyle Carner et Alex Burey. Il a cité Vashti Bunyan, Flo Morrissey et Father John Misty comme de nouvelles influences folkloriques.

## Discographie

### Albums studio
| Album                          | Détails                                                       |
| ------------------------------ | ------------------------------------------------------------- |
| Bad Contestant                 | - Sortie : 8 juin 2018 - Label: Atlantic Records UK           |
| Krystal                        | - Sortie : 8 novembre 2019 - Label: 7476                      |
| Good Morning It's Now Tomorrow | - Sortie : 8 octobre 2021 - Label: Nettwerk Music Group       |
| Driving Just to Drive          | - Sortie : 28 avril 2023 - Label: Nettwerk Music Group        |
| Songs That Aren't Mine         | - Sortie : 8 mars 2024 - Label: Tonight Matthew               |
| Hers                           | - Sortie : 16 mai 2025 - Label: Tonight Matthew / The Orchard |

### EPs
| Titre                                                               | Détails                                                 |
| ------------------------------------------------------------------- | ------------------------------------------------------- |
| In a New Bed                                                        | - Sortie : 22 avril 2016 - Label : Café Bleu Recordings |
| Blood, Sweat & Beers: Live at the Drugstore and Poems from the Road | - Sortie : 2017 - Label : Café Bleu Recordings          |
| madhouse                                                            | - Sortie : 7 août 2020 - Label : Nettwerk Music Group   |
| Quiet Recordings                                                    | - Sortie : 8 avril 2022 - Label : Nettwerk Music Group  |

### Singles

#### En tant qu'artiste vedette
Maltese a sorti les singles suivants :
| Année | Titre                                      | Album/EP                       |
| ----- | ------------------------------------------ | ------------------------------ |
| 2015  | "Even If It's a Lie"                       | N/A                            |
| 2016  | "Vacant in the 21st Century"               | N/A                            |
| 2016  | "Strange Time"                             | Bad Contestant                 |
| 2017  | "As the World Caves In"                    | Bad Contestant                 |
| 2017  | "No One Won The War"                       | N/A                            |
| 2017  | "Comic Life"                               | N/A                            |
| 2018  | "Greatest Comedian"                        | Bad Contestant                 |
| 2018  | "Like A Fish"                              | Bad Contestant                 |
| 2018  | "Nightclub Love"                           | Bad Contestant                 |
| 2018  | "Bad Contestant"                           | Bad Contestant                 |
| 2018  | "Misery"                                   | Bad Contestant                 |
| 2020  | "Tokyo (Italian Version)"                  | Krystal                        |
| 2020  | "Ballad of a Pandemic"                     | N/A                            |
| 2020  | "queen bee"                                | madhouse                       |
| 2021  | "Mystery"                                  | Good Morning It's Now Tomorrow |
| 2021  | "Shoe"                                     | Good Morning It's Now Tomorrow |
| 2021  | "You Deserve an Oscar"                     | Good Morning It's Now Tomorrow |
| 2021  | "Good Morning"                             | Good Morning It's Now Tomorrow |
| 2021  | "Nothing Breaks Your Heart Like Christmas" | Non-album single               |
| 2022  | "Smile in the Face of the Devil"           | Quiet Recordings               |
| 2022  | "Mother"                                   | Driving Just To Drive          |
| 2023  | "Driving Just To Drive"                    | Driving Just To Drive          |
| 2023  | "Museum"                                   | Driving Just To Drive          |
| 2023  | "Florence"                                 | Driving Just To Drive          |
| 2023  | "The Earth is a Very Small Dot"            | N/A                            |
| 2024  | "Kiss Me"                                  | Songs That Aren't Mine         |
| 2024  | "Philadelphia (feat. Searows)"             | Songs That Aren't Mine         |
| 2024  | "This Is The Day"                          | Songs That Aren't Mine         |
| 2025  | "Anytime, Anyplace, Anyhow"                | Hers                           |
| 2025  | "Always Some MF"                           | Hers                           |
| 2025  | "Pined For You My Whole Life"              | Hers                           |
| 2025  | "Buses Replace Trains"                     | Hers                           |

#### En tant qu'artiste en featuring
| Année | Titre                                                  | Album/EP                                       |
| ----- | ------------------------------------------------------ | ---------------------------------------------- |
| 2022  | "Cate's Brother (Matt's Version)" (with Maisie Peters) | N/A                                            |
| 2021  | "Salt Lake City" (with Etta Marcus)                    | View from the Bridge                           |
| 2025  | "Trust" (with Vegyn                                    | The Road to Hell is Paved with Good Intentions |

## Concerts

### Tête d'affiche
- Matt Maltese EU + US Autumn Tour (2022)

- Matt Maltese US 2022 TOUR
- Matt Maltese Asia & Australia tour 2023
- Matt Maltese UK, Europe, The Americas "Touring Just to Tour" 2024

### Première partie
- Wolf Alice UK and IRELAND TOUR (2022)